# Mistrzostwa Finlandii w Skokach Narciarskich 2018
Mistrzostwa Finlandii w skokach narciarskich 2018 – zawody mające na celu wyłonić mistrza kraju rozegrane 18 listopada 2017 roku na skoczni normalnej w Rovaniemi,17 stycznia na skoczni dużej w Lahti oraz 25 marca 2018 roku na skoczni średniej w Taivalkoski.
Mistrzostwo na obiekcie normalnym wywalczył podobnie jak rok wcześniej Jarkko Määttä. Jego skok z drugiej serii, który wyniósł 102 metry to odległość gorsza o zaledwie półtora metra od rekordu skoczni, który uzyskał Taku Takeuchi w 2005 roku. Drugie miejsce zajął Eetu Nousiainen, gorszy o dziewięć punktów od zwycięzcy. Trzecie miejsce na podium, a przy tym brązowy medal mistrzostw wywalczył Juho Ojala, który do drugiego miejsca stracił trzy punkty. W samych zawodach wystąpili również zawodnicy spoza Finlandii, między innymi Austriacy (najlepszy Martin Fritz na 4. miejscu), Japończycy (najlepszy Masamitsu Itō  na 8. miejscu) i Turkowie (najlepszy Fatih Arda İpcioğlu na 11. miejscu). W konkursie wystąpiły również kobiety, wśród których była Yūki Itō, dwie reprezentantki gospodarzy oraz trzy zawodniczki z Włoch. Ogólnie w zawodach sklasyfikowanych zostało 51 zawodników.
Na skoczni dużej tytuł wywalczył Niko Kytösaho. O ponad siedemnaście punktów wyprzedził sklasyfikowanego na miejscu drugim Lauriego Asikainena, który w drugiej serii oddał najdłuższy skok podczas zawodów na odległość 124,5 metra. Brązowym medalistą mistrzostw, podobnie jak na skoczni normalnej, został Juho Ojala. Jarkko Määttä, który w listopadzie triumfował uplasował się na miejscu czwartym ze stratą do podium wynoszącą niecałe sześć punktów. Na starcie pojawiło się 20 zawodników z 27 zgłoszonych. Planowany był również konkurs kobiet, lecz z powodu niekorzystnych warunków wietrznych ostatecznie się nie odbył.
Mistrzem kraju na skoczni średniej został Mico Ahonen uzyskawszy notę łączną o ponad osiem punktów lepszą od sklasyfikowanego na drugiej pozycji Henri Kavilo. Trzecie miejsce w zawodach zajął Jarkko Määttä straciwszy zaledwie dwie dziesiąte punktu do miejsca wyżej. W zawodach udział wzięło dwudziestu sześciu zawodników.

## Wyniki

### Konkurs indywidualny mężczyzn [HS100] – 18.11.2017
| M   | Zawodnik        | Klub               | Seria 1 | Seria 2 | Punkty |
| --- | --------------- | ------------------ | ------- | ------- | ------ |
| 1.  | Jarkko Määttä   | Kainuun HS         | 96,0 m  | 102,0 m | 268,5  |
| 2.  | Eetu Nousiainen | Puijon HS          | 95,0 m  | 99,0 m  | 259,5  |
| 3.  | Juho Ojala      | Kuusamon Eräveikot | 93,5 m  | 99,5 m  | 256,5  |
| 4.  | Martin Fritz    | Austria            | 92,5 m  | 98,0 m  | 252,0  |
| 5.  | Niko Kytösaho   | Ounasvaaran HS     | 91,0 m  | 93,0 m  | 237,5  |
| 5.  | Janne Korhonen  | Lieksan HS         | 91,0 m  | 94,0 m  | 237,5  |
| 7.  | Lauri Asikainen | Kuusamon Eräveikot | 92,0 m  | 93,0 m  | 235,5  |
| 8.  | Masamitsu Itō   | Japonia            | 90,0 m  | 94,0 m  | 235,0  |
| 9.  | Kalle Heikkinen | Kuusamon Eräveikot | 90,0 m  | 92,5 m  | 232,0  |
| 10. | Elias Vänskä    | Lieksan HS         | 89,5 m  | 92,0 m  | 229,0  |
| ... |                 |                    |         |         |        |

### Konkurs indywidualny mężczyzn [HS130] – 17.01.2018
| M   | Zawodnik         | Klub               | Seria 1 | Seria 2 | Punkty |
| --- | ---------------- | ------------------ | ------- | ------- | ------ |
| 1.  | Niko Kytösaho    | Ounasvaaran HS     | 123,5 m | 124,0 m | 258,9  |
| 2.  | Lauri Asikainen  | Kuusamon Eräveikot | 116,0 m | 124,5 m | 241,8  |
| 3.  | Juho Ojala       | Kuusamon Eräveikot | 115,0 m | 123,5 m | 240,2  |
| 4.  | Jarkko Määttä    | Kainuun HS         | 121,0 m | 115,0 m | 234,7  |
| 5.  | Andreas Alamommo | Ounasvaaran HS     | 120,0 m | 115,0 m | 231,9  |
| 6.  | Ville Larinto    | Lahden HS          | 122,0 m | 104,5 m | 212,1  |
| 7.  | Janne Korhonen   | Lieksan HS         | 115,5 m | 109,0 m | 209,0  |
| 8.  | Jonne Veteläinen | Kuusamon Eräveikot | 111,0 m | 105,5 m | 191,6  |
| 9.  | Frans Tähkävuori | Lahden HS          | 104,0 m | 111,0 m | 187,4  |
| 10. | Arttu Pohjola    | Lahden HS          | 108,0 m | 97,0 m  | 169,4  |
| ... |                  |                    |         |         |        |

### Konkurs indywidualny mężczyzn [HS80] – 25.03.2018
| M   | Zawodnik         | Klub               | Seria 1 | Seria 2 | Punkty |
| --- | ---------------- | ------------------ | ------- | ------- | ------ |
| 1.  | Mico Ahonen      | Lahden HS          | 76,5 m  | 77,5 m  | 244,1  |
| 2.  | Henri Kavilo     | Puijon HS          | 76,5 m  | 74,0 m  | 235,9  |
| 3.  | Jarkko Määttä    | Kainuun HS         | 76,0 m  | 73,5 m  | 235,7  |
| 4.  | Juho Ojala       | Kuusamon Eräveikot | 76,0 m  | 73,5 m  | 232,2  |
| 5.  | Niko Löytäinen   | Tampereen Pyrintö  | 68,5 m  | 76,5 m  | 220,8  |
| 6.  | Juha Miettinen   | Puijon HS          | 70,0 m  | 74,5 m  | 217,2  |
| 7.  | Kalle Heikkinen  | Kuusamon Eräveikot | 71,5 m  | 72,5 m  | 215,6  |
| 8.  | Jonne Veteläinen | Kuusamon Eräveikot | 69,0 m  | 73,5 m  | 213,8  |
| 9.  | Riku Tähkävuori  | Lahden HS          | 72,0 m  | 70,0 m  | 208,7  |
| 10. | Joni Saapunki    | Kuusamon Eräveikot | 70,5 m  | 74,0 m  | 208,2  |
| ... |                  |                    |         |         |        |